# Giuliano Finelli
Giuliano Finelli (Carrara, 1602 – Roma, 16 agosto 1653) è stato uno scultore italiano barocco cresciuto alla scuola di Gian Lorenzo Bernini.

## Biografia
Nato a Carrara in una famiglia di marmisti, inizialmente lavorò nella bottega di marmi Michelangelo Naccherino, per poi rimanere alcuni anni nello studio del Bernini, che lasciò nel 1629. Il motivo della rottura fu la delusione per l'assegnazione della commissione ad Andrea Bolgi di una statua su Sant'Elena da porre nella Basilica di San Pietro. Un altro motivo addotto dal Finelli sarebbe anche che non gli sarebbe stato riconosciuto un suo importante ruolo nella realizzazione di Apollo e Dafne del Bernini. Per un certo periodo ottenne alcuni lavori occasionali, spesso aiutato da Pietro da Cortona.
Il 3 maggio 1638 sposò Flavia, figlia del pittore G. Lanfranco, impegnato a Napoli già da alcuni anni. Stando alle dichiarazioni rese in quest'occasione, Finelli e il "suocero" si conoscevano "da circa quatordeci anni" e il Finelli abitava ancora presso lo zio Vitale, nella parrocchia dei Ss. Francesco e Matteo (Strazzullo, 1984). Dal matrimonio nacquero almeno di certo tre figlie, Teresa, Margherita e Giustina.
Pochi anni dopo aver lasciato la scuola del Bernini, Finelli si trasferì a Napoli con il suo pupillo e nipote Domenico Guidi. Ancora oggi è noto per i suoi ritratti e le sue tredici statue nella Cattedrale di Napoli, città in cui era in competizione diretta con lo scultore Cosimo Fanzago.

## Stile
La differenza stilistica fra Bernini e Finelli era molto sottile. Finelli è molto meticoloso nello scolpire minuscoli dettagli, svuotando forse così la carica emotiva, mentre Bernini era meno attento sulle pieghe del pizzo dei vestiti, concentrandosi però di più sulla forza psicologica. Il contrasto può essere vista nei loro ritratti di un mecenate comune, il cardinale Scipione Borghese. Il ritratto del Bernini è animato, mentre quello del Finelli è più sobrio. Finelli ha scolpito anche l'immagine del Cardinale Giulio Antonio Santorio (circa 1630) a San Giovanni in Laterano.